# Carl Nebgen
Carl Nebgen (später Carl Nebgen Limonadenfabrik Cöln & Hannover) war ein deutsches Unternehmen, das ab dem Jahr 1892 Selterswasser und Limonaden abfüllte und zunächst in Köln ca. 100 Trinkhallen, später in Hannover teilweise bis zu 80 als Nebgen-Bude bezeichnete Verkaufsstellen betrieb. „Carl Nebgen kann auch als Erfinder der Büdchen, Trinkhallen und Kioske angesehen werden, die es noch bis in die 1980er Jahre unter diesem Namen in Köln und Hannover gab.“

## Geschichte

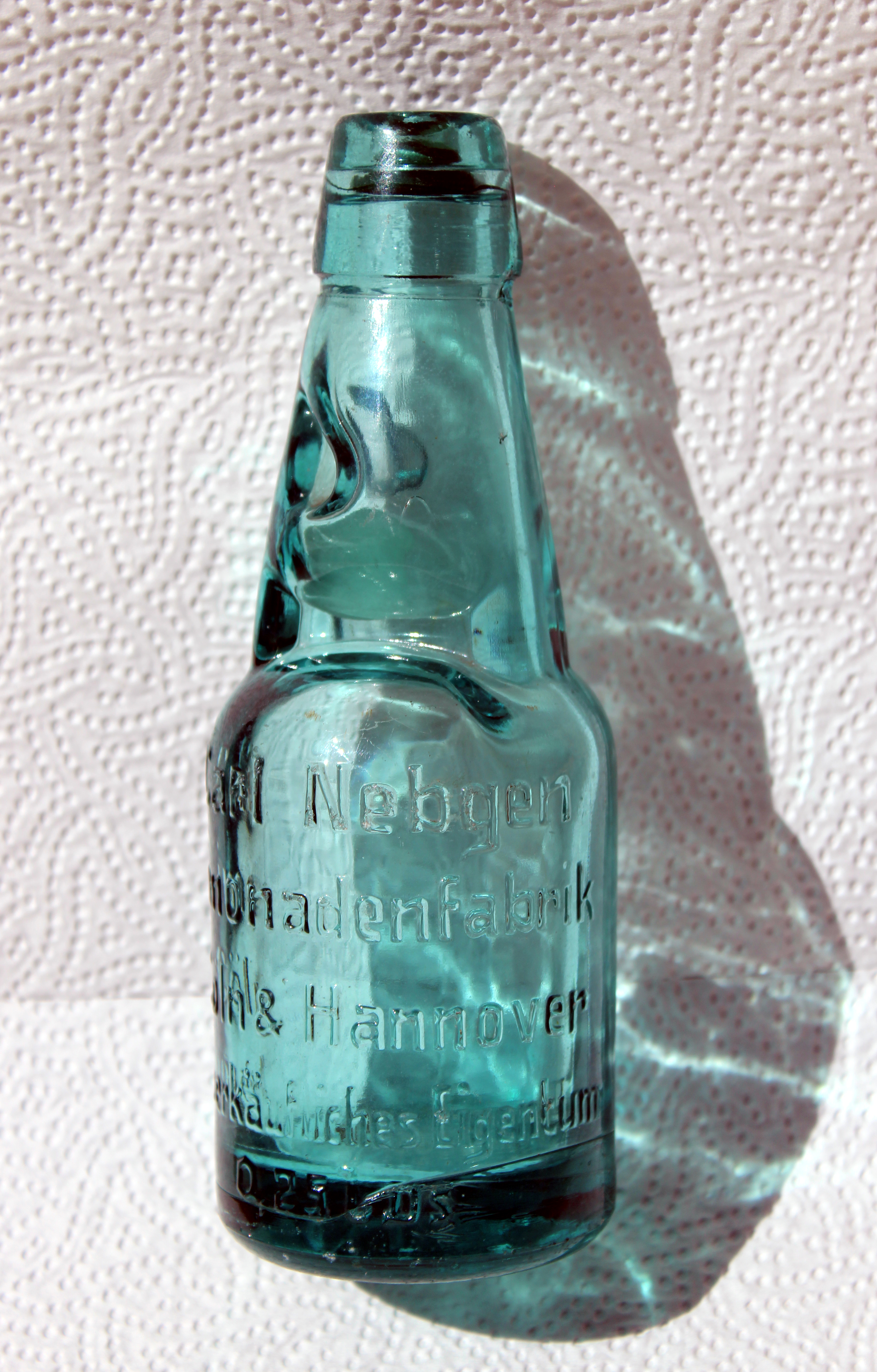
Kugelverschluss- oder Knickerflasche der Firma Carl Nebgen Limonadenfabrik Cöln & Hannover

Das Unternehmen wurde um 1890 von Carl Nebgen in Köln als Abfüllfabrik von Selterswasser und Limonaden gegründet. Die Abfüllung erfolgte in eigens hergestellten Flaschen mit Kugelverschluss. Nebgen übernahm 1892 von zwei amerikanischen Brüdern 100 Trinkhallen und vertrieb seine Getränke fortan selbst. Über die Person Carl Nebgen ist nicht viel bekannt.

„... „der“ Kölner Büdchen-Bauer. Er ist der Wegbereiter der Kölner Kiosklandschaft, von der Person Carl Nebgen selbst ist aber fast nichts bekannt“

Er expandierte nach Hannover und richtete seine Zentrale unter der Firma Carl Nebgen – Mineralwasserfabrik mit Trinkhallenbetrieb am Engelbosteler Damm ein, verzog jedoch bereits ein Jahr später zum Klagesmarkt. Die Betriebsführung hatte zu dieser Zeit Johann Nebgen inne. Der Betrieb wurde vor Kriegsausbruch 1918 in die Spichernstraße verlegt. Um 1928 verlegt Nebgen den Unternehmenssitz in Hannovers Nordstadt, Im Moore 31/32. Nach dem Zweiten Weltkrieg wird der Enkel des Gründers, Carl-Günther Nebgen (geboren 21. Dezember 1921 in Hannover, gestorben 18. Februar 1987 in Hannover) Geschäftsführer. Im Jahr 1969 wurde ein Verwaltungsgebäude mit Abfüllanlagen in der List am Mengendamm erbaut; der Architekt war Rolf Wékel. In den frühen 1970er Jahren lagen die Umsätze in den 80 hannoverschen Kiosken noch im Millionenbereich. Im Jahr 1979 erfolgte der Konkurs der Nebgen-Verwaltungs GmbH und nur durch Gründung einer Auffanggesellschaft konnte die Weiterführung von 26 Kiosken erfolgen. 1987 verstarb Carl Günther Nebgen und die verbliebenen Kioske mussten aufgrund von Zahlungsunfähigkeit der Gesellschaft schließen. Die Muttergesellschaft Carl Nebgen GmbH u. Co KG ging am 25. Mai 1999 in die Liquidation und wurde am 20. Februar 2002 aus dem Handelsregister Köln gelöscht.

„„Nebgen-Buden“ waren Jahrzehnte hindurch eine hannoversche Institution.“